# Арґілет
Арґілет (лат. Argiletum) — назва вулиці і житлового району стародавнього Рима між Есквіліном та Віміналом. Вулиця зв'язувала Римський Форум та Субуру. Сьогодні вона приблизно відповідає Via Cavour. Арґілет був відомий своїми книгарнями.
Нижня частина вулиці, забудована приватними будинками, була перетворена Доміціаном і Нервою в Forum Transitorium («Прохідний форум»).